# Axel Lindgren
Axel Malcolm Lindgren, född 31 juli 1829 i Uppsala, död 27 juli 1898 Lännersta i Boo socken, var en svensk väg- och vattenbyggnadsingenjör.

## Biografi
Axel Lindgren var son till landssekreteraren Gustaf Adolf Lindgren. Han blev student vid Uppsala universitet 1847 och avlade kameralexamen 1850. 1854 utexaminerade han från Högre artilleriläroverket å Marieberg, där han var biträdande lärare i väg- och vattenbyggnadskonst 1858–1859 och 1861–1864 samt lärare i civil byggnadskonst och byggnadsritning 1864–1884, jämte biträdande lärare i väg- och vattenbyggnadskonst vid Teknologiska institutet 1859–1877. Efter tjänstgöring i Väg- och vattenbyggnadsstyrelsen från 1860 var han byråchef där 1877–1894. I Väg- och vattenbyggnadskåren blev han löjtnant 1856 och avancerade till överstelöjtnant 1877 och överste 1887. Lindgren var arbetschef vid brobyggnader och vattenregleringar såsom sänkningen av Brunnsviken i Solna och Stockholm samt övervakande ingenjör vid sänkningen av Hjälmaren och Kvismaren 1878–1888. Han utförde undersökningar rörande sträckningen av järnvägslinjer, kontrollerade 1873–1876 Stockholm-Västerås-Bergslagens järnvägsbyggnad och var bland annat ordförande i styrelsen för Halmstad-Nässjö järnvägsaktiebolag 1886–1898. 1875 invaldes han i Lantbruksakademien, och 1882–1898 var han stadsfullmäktig i Stockholms stad. Lindgren utgav Handbok om vägar i allmänhet (1862) samt föreläsningar i vatten- och brobyggnadskonst (1864 och 1866).